# Rodaun
Rodaun war bis 1938 eine eigenständige Gemeinde und ist heute ein Stadtteil Wiens im 23. Wiener Gemeindebezirk, Liesing, sowie eine der 89 Wiener Katastralgemeinden.

## Geografie

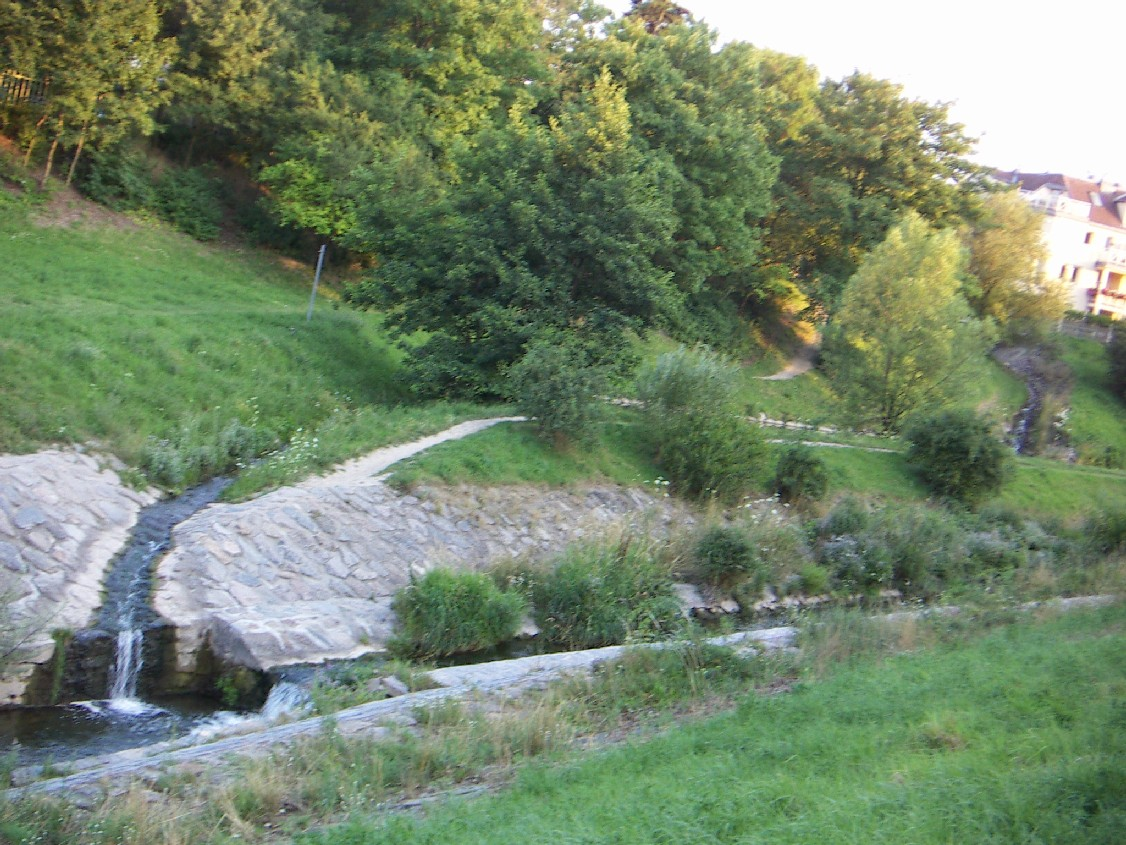
Zusammenfluss von Reicher und Dürrer Liesing in Rodaun vor der Renaturierung

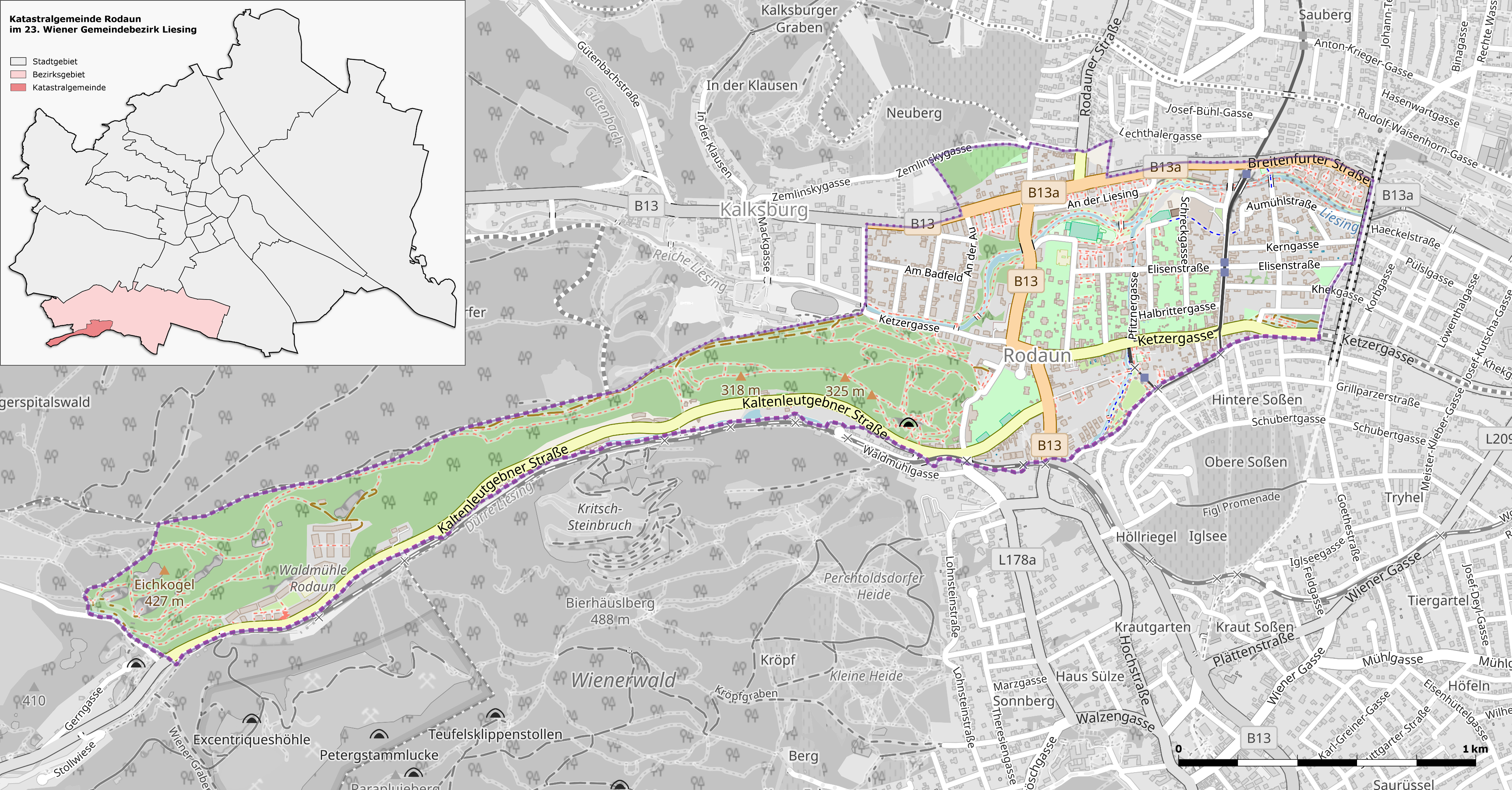
Katastralgemeinde Rodaun im Wiener Bezirk Liesing

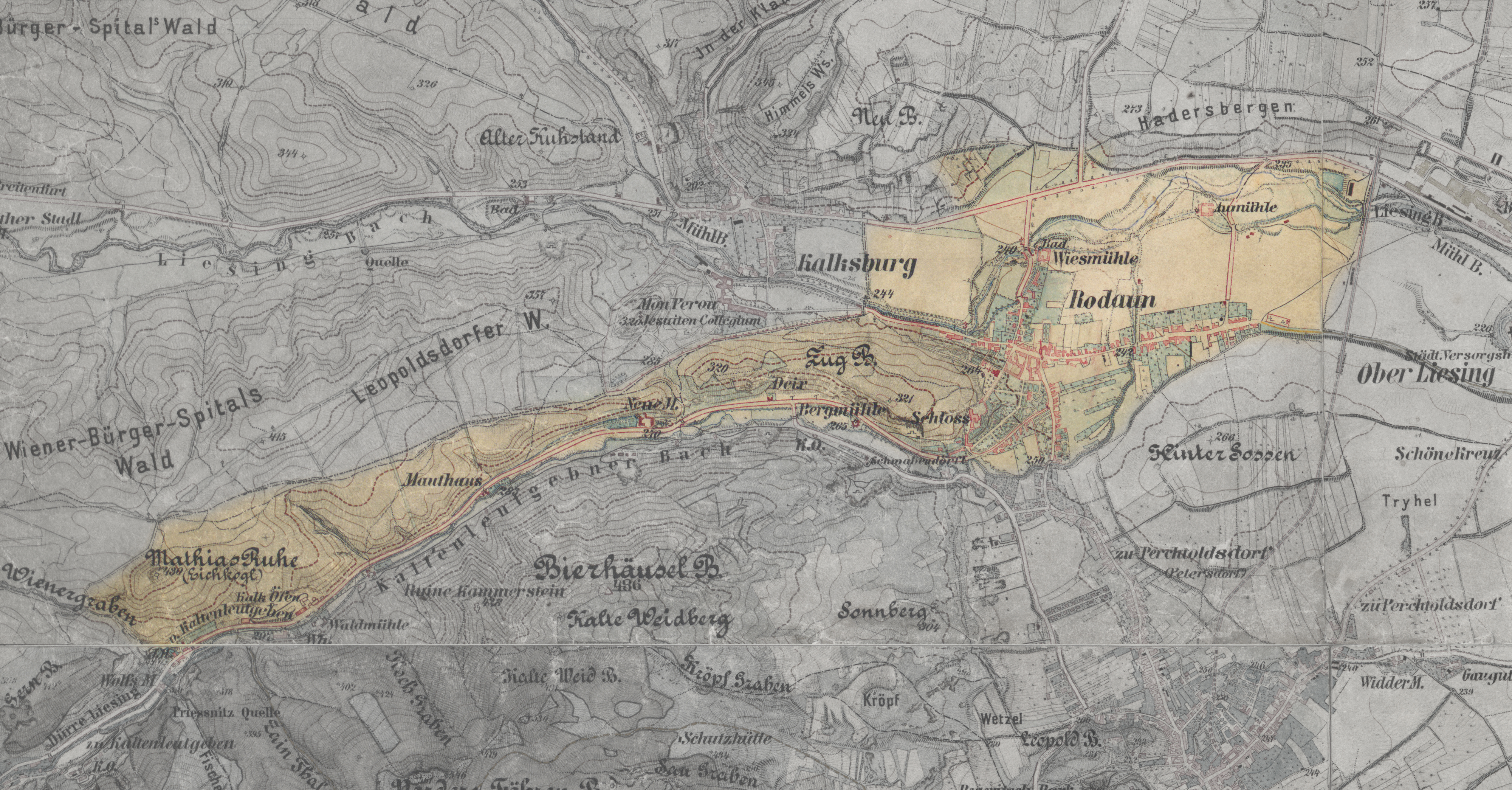
Das Gebiet der heutigen Katastralgemeinde Rodaun auf einer Karte von 1872

Die heutige Katastralgemeinde Rodaun nimmt eine Fläche von 214,45 Hektar ein und ist damit der flächenmäßig kleinste Liesinger Bezirksteil.
Der Ort liegt am Eintritt der Liesing aus dem Wienerwald in das Wiener Becken auf einer Höhe von 240 m. Die heutige Katastralgemeinde grenzt im Nordwesten an den Bezirksteil Kalksburg, im Nordosten an den Bezirksteil Liesing und im Süden an die niederösterreichischen Gemeinden Perchtoldsdorf und Kaltenleutgeben.
Mit dem Eichkogel (428 m) befindet sich der höchste Berg im Bezirksgebiet von Liesing in Rodaun. Das Gebiet von Rodaun gehört großteils zur Lunzer Decke der Nördlichen Kalkalpen, nur das Tal entlang der Liesing wird zur geologischen Epoche des Holozäns gerechnet. Der Westen von Rodaun im Tal nach Kaltenleutgeben ist wegen seiner komplizierten geologischen Struktur in einer Reihe geologischer Fachpublikationen eingehend untersucht worden.

## Geschichte
Die erste urkundliche Erwähnung des Ortes erfolgte um das Jahr 1170 als Radune, um 1200 erscheint der Name als Radovn. Der Name ist slawischen Ursprungs und stammt vermutlich vom Personennamen Radun. Im 15. Jahrhundert wurde für die Wiener Stadtbefestigung im Ortsgebiet Kalk abgebaut. Bei der ersten und der zweiten Wiener Türkenbelagerung wurde Rodaun verwüstet.
In der 2. Hälfte des 18. Jahrhunderts lebte und arbeitete in Rodaun der Alchemist Sehfeld, der behauptete, Gold erzeugen zu können und auch vorübergehend kaiserlichen Schutz erhalten hatte.
Rodaun dürfte ursprünglich zur Pfarre Alland gehört haben. Um 1200 war es dem neuen Pfarrgebiet von Gaaden einverleibt worden. Im 14. Jahrhundert wurde es unter Herzog Albrecht II. nach Perchtoldsdorf eingepfarrt. 1783 wurde Rodaun im Zuge der josephinischen Reformen zur eigenständigen Pfarre erhoben. 1799 wurde der heutige Friedhof Rodaun angelegt. Im 18. Jahrhundert wurde die Thermalquelle beim Ort für Kuren genutzt, und das Dorf wurde zum Landsitz für mehrere adelige Familien.
In der zweiten Hälfte des 19. Jahrhunderts entwickelte sich Rodaun als eigenständige Ortsgemeinde in Niederösterreich. Im Ersten Weltkrieg war in Rodaun im Gasthaus Stelzer das k.u.k. Kriegspressequartier eingerichtet.
Nach dem „Anschluss“ Österreichs an das Deutsche Reich wurde Wien per Gesetz vom 1. Oktober 1938 am 15. Oktober 1938 zu „Groß-Wien“ vergrößert. Dies hatte die Eingemeindung Rodauns (in den 25. Wiener Bezirk) und 96 anderer niederösterreichischer Orte zur Folge. Nach Ende des Zweiten Weltkrieges wurden auf Grund einer 1946 von Wien und Niederösterreich getroffenen Vereinbarung 1954 80 dieser Gemeinden rückgegliedert, 17, darunter Rodaun, blieben bei Wien. Rodaun wurde damit Teil des neuen 23. Bezirks, der Liesing genannt wurde.
Im Jahr 1951 hatte Rodaun bei der Volkszählung 3489 Einwohner. 2001 lebten rund 5500 Menschen in Rodaun. Am 1. Jänner 2020 wurde von der Statistik Austria für die ungefähr die Wiener Katastralgemeinde Rodaun abdeckenden Zählsprengel eine Bevölkerung von 8414 Menschen ausgewiesen.

## Kultur und Sehenswürdigkeiten

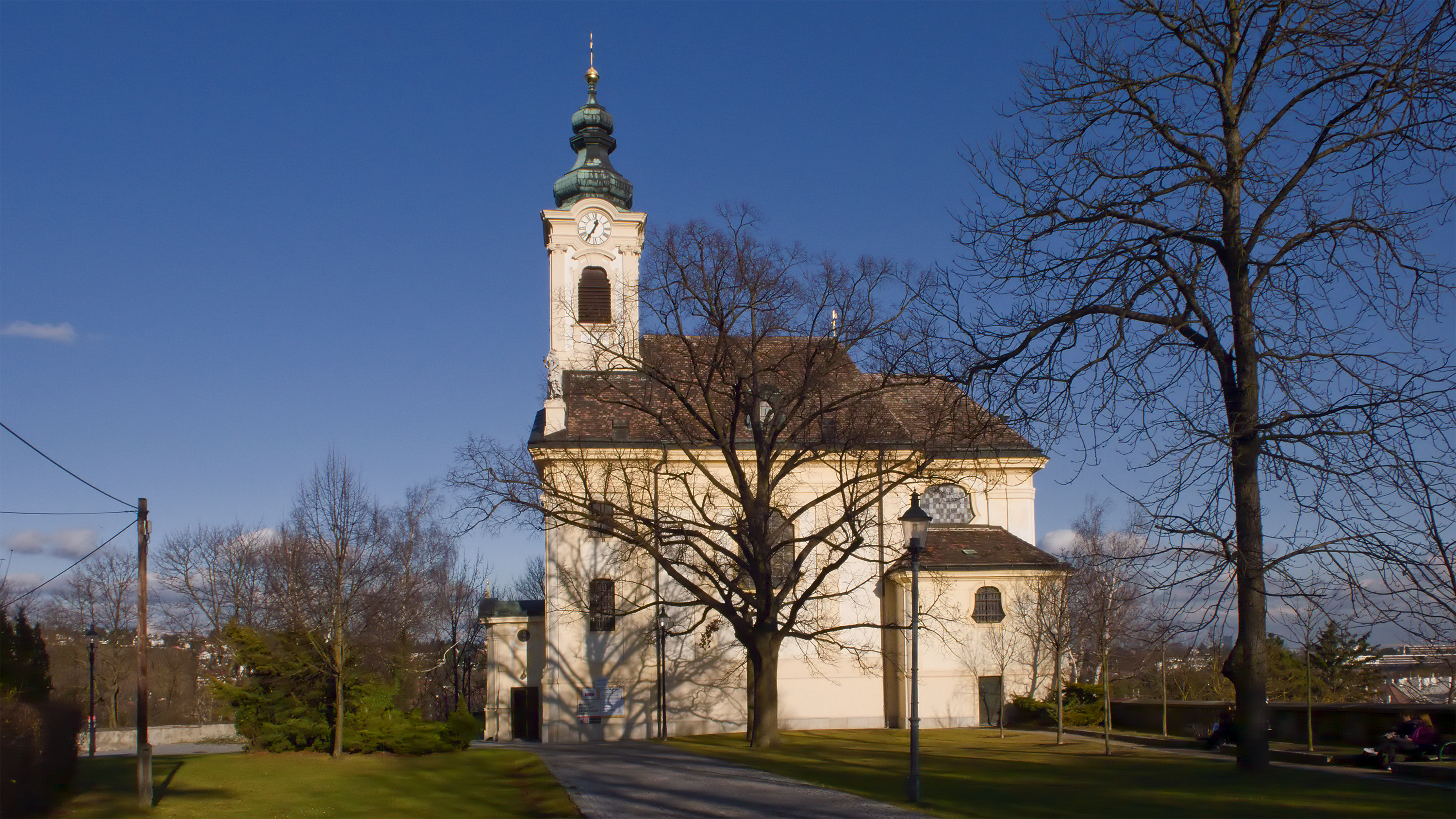
Bergkirche Rodaun

Der Ortskern von Rodaun (Schloss, Bergkirche, Bereich Ketzergasse/Hochstraße) ist von der Stadt Wien als Schutzzone ausgewiesen.
Rodaun ist vor allem bekannt für das Schloss Rodaun, das vermutlich bereits zur Zeit der Babenberger erbaut wurde, sowie für die unweit davon stehende Bergkirche Rodaun. Das 1738 von Eleonora Edle von Sauberskirchen erbaute, barocke Gebäude verlor 1964 seine Funktion als Pfarrkirche an die 1953/1954 nach Plänen von Johann Petermair errichtete neue Pfarrkirche Rodaun. Schloss und Bergkirche wurden auch als Motiv für die Gestaltung des für Rodaun bestimmten Teils des Liesinger Wappens verwendet.
Außer dem Schloss selbst sind dessen noch 1831 als solche genutzte und vermutlich 1577 erbaute herrschaftliche Taverne sowie ein aus der zweiten Hälfte des 18. Jahrhunderts stammendes Wirtschaftsgebäude erhalten. Am Rodauner Kirchenplatz befindet sich das gemeinsam mit Kirche und Pfarrhaus 1738 erbaute Schulhaus. Es diente auch als Mesner- und Organistenwohnung. Später wurde ein Stock aufgesetzt. Im Jahr 1873 wurde die Volksschule neben dem Gemeindehaus neu errichtet (heute Ketzergasse 376–382). Heute befindet sich die Volksschule von Rodaun in der Fürst-Liechtenstein-Straße 17.
Das zu Beginn des 19. Jahrhunderts errichtete ehemalige Rodauner Gemeindehaus (heute Ketzergasse 376–382) hatte bis in die erste Hälfte des 19. Jh. einen hohen Turm. Beschreibungen aus dem Jahr 1824 merkten dies besonders an und warnten vor einer Verwechslung des Gemeindehauses mit der Pfarrkirche. Eine Umgestaltung des Gebäudes erfolgte in den 1970er Jahren.
Das Marienheim der Barmherzigen Schwestern vom heiligen Karl Borromäus (Breitenfurter Straße 511) wurde 1873 erbaut. 1887 begannen die Borromäerinnen in Rodaun mit ihrer Tätigkeit in der Bewahranstalt, Arbeitsschule und Hauskrankenpflege. Das neue Gebäude des Kindergartens wurde 1958 erbaut.
Außerdem befindet sich in Rodaun das ehemalige Wohnhaus des österreichischen Dichters Hugo von Hofmannsthal, das so genannte Hofmannsthal-Schlössl (Ketzergasse 471), das 1724 errichtet wurde.
In Rodaun liegen mehrere Gemeindebauten, der wichtigste ist die Wohnhausanlage Breitenfurter Straße 401–413 (von der der kleine, östlichste Teil allerdings schon zum Bezirksteil Liesing gehört), die als wichtiges Werk der Postmoderne unter Denkmalschutz steht.
Die Wald- und Wiesenbereiche des Eichkogel-Zugberg-Rückens gehören zum Landschaftsschutzgebiet Liesing. Außerdem zählen große Teile Rodauns, auch im bebauten Gebiet, zur Entwicklungszone des Biosphärenparks Wienerwald. Gesondert als Naturdenkmal ausgewiesen ist unter anderem die Mizzi-Langer-Wand am Zugberg.

## Wirtschaft und Infrastruktur

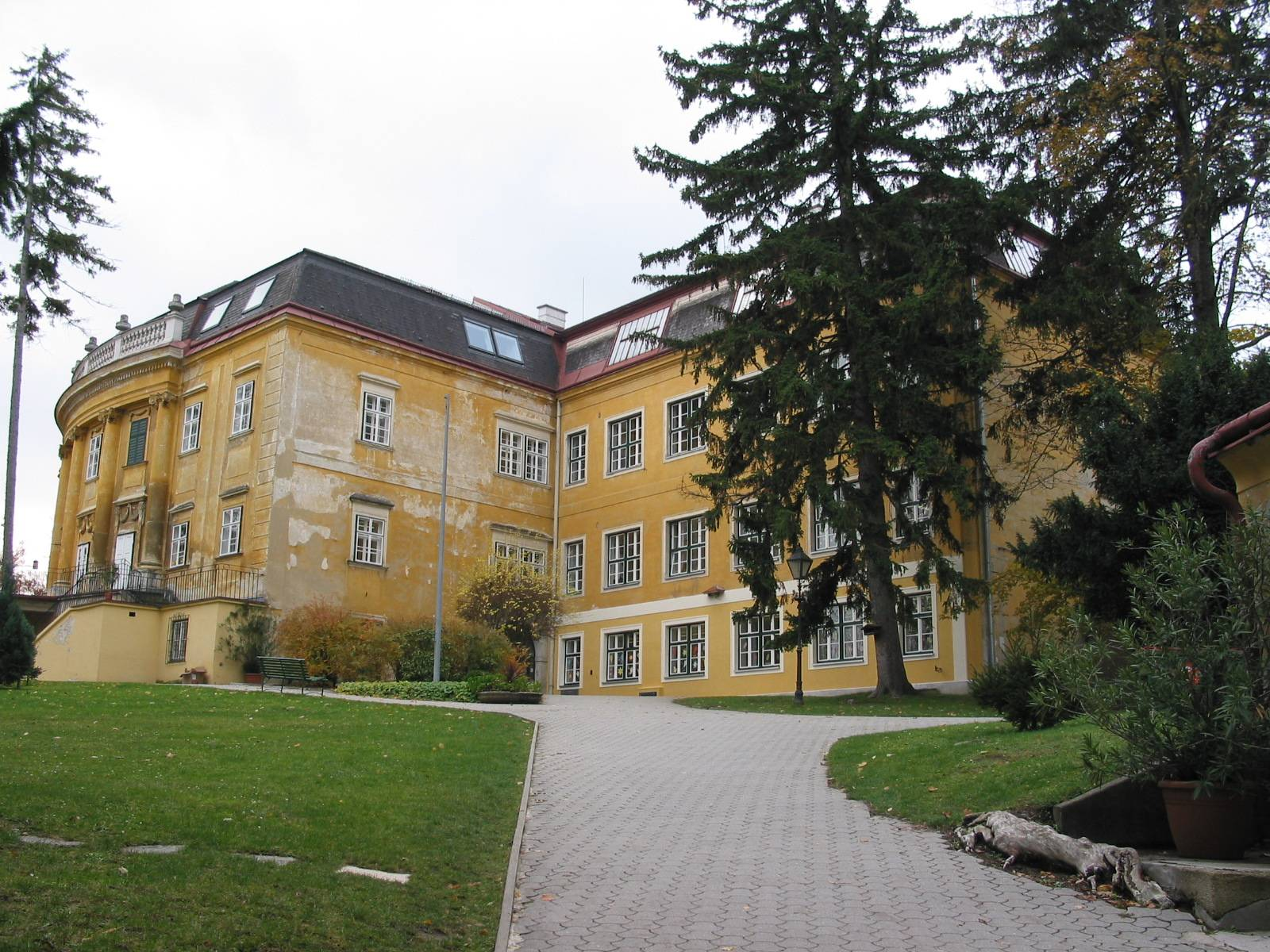
Schulzentrum Schloss Rodaun

Der öffentliche Verkehr wird neben der Straßenbahnlinie 60 durch Buslinien besorgt, die Rodaun mit seinen Nachbarorten und hauptsächlich mit dem Bahnhof Wien Liesing verbinden. Die Gleise der Kaltenleutgebner Bahn liegen über einige Kilometer an der Grenze Rodauns zu Perchtoldsdorf. Diese Bahnlinie wird nur mehr als Museumsbahn ohne öffentlichen Verkehr geführt, ihr früherer Bahnhof Rodaun existiert nicht mehr.
Rodaun ist die Endstation der Wiener Straßenbahnlinie 60. Diese Linie wurde 1963 bis zur damals neuen Umkehrschleife in Rodaun verlängert. Davor lag Rodaun an der Straßenbahnlinie 360, die ab Mauer (ab 1963 ab Rodaun) nach Mödling fuhr (ehemalige südliche Dampftramwaylinie Krauss & Co bis zu deren Elektrifizierung 1921) und 1967 eingestellt wurde.
Das Schulzentrum der Katholischen Privatschulen Sta. Christiana im Schloss Rodaun gehört neben dem Kollegium Kalksburg zu den traditionsreichsten Ausbildungsstätten im 23. Gemeindebezirk. Das Tagesheim Jugend am Werk in der Elisenstraße 45 im Osten Rodauns wurde 1917 als Säuglingsheim erbaut.
Mit etwas über einem halben Hektar Rebflächen gehört Rodaun außerdem zu den kleineren Wiener Weinbaugebieten.

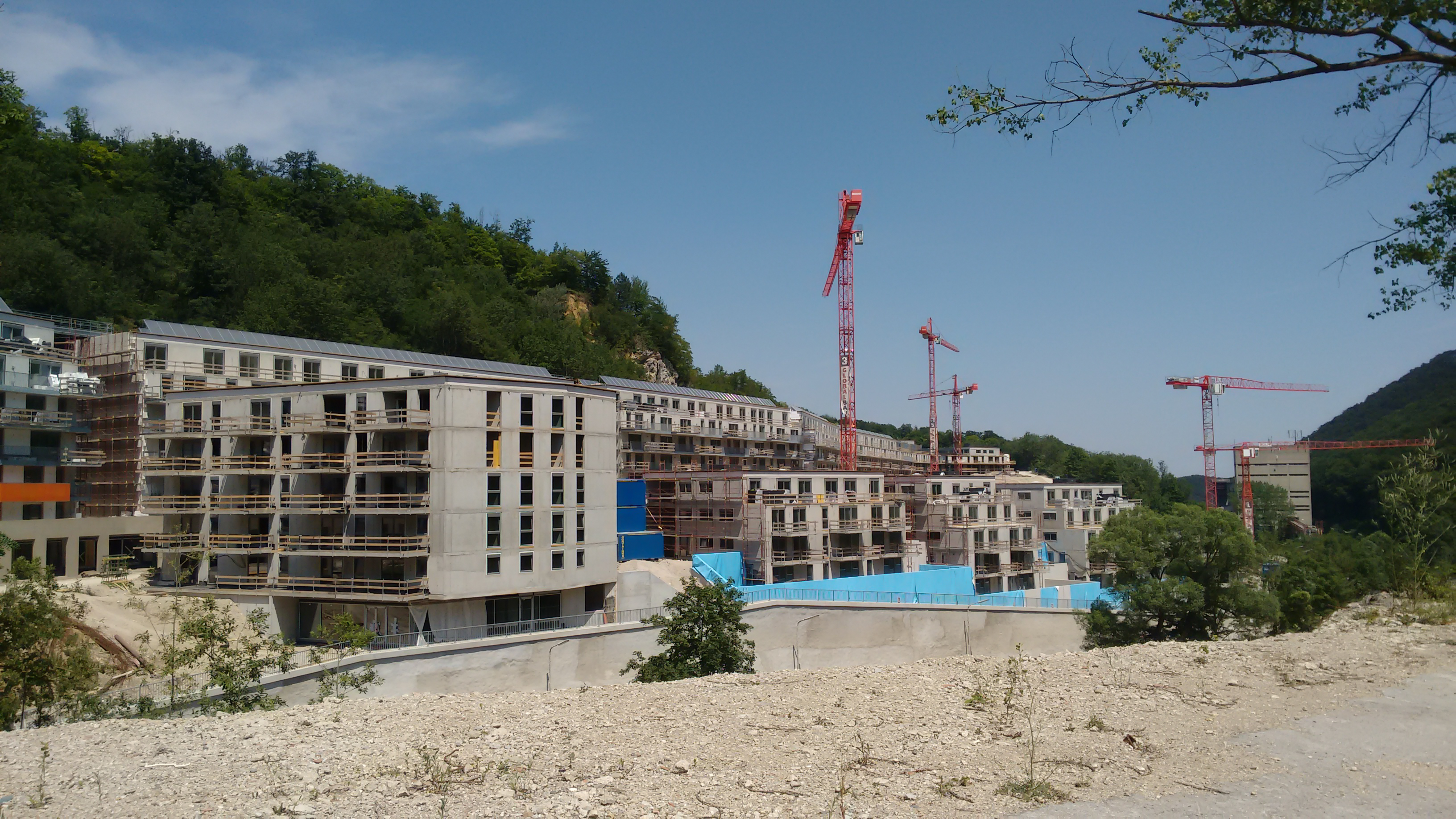
Die im Bau befindliche Wohnanlage Waldmühle Rodaun, 2015

Die Anlagen des Zementwerks Rodaun wurden Mitte der 1990er-Jahre geschlossen, einige Teile noch bis 2012 zur Verladung von Zement genutzt, die Reste ab 2013 abgetragen. Auf dem Gelände wurde anschließend die Wohnanlage Waldmühle Rodaun errichtet, die im August 2016 eröffnet wurde. Die Wohnhausanlage befindet sich in einem 12.000 m² großen Park mit eigenem Swimmingpool und verfügt über 450 Wohnungen sowie 77 barrierefreie Wohneinheiten. Sie ist in der Form von Wohnungseigentum organisiert, bei der die einzelnen Wohnungen, Kellerabteile und Parkplätze in über 1000 Eintragungen selbständig abgegrenzt sind und durch die Waldmühle Rodaun BetreuungsgmbH verwaltet werden. Als Eigentümer der einzelnen Wohnung usw. ist, solange die Wohnungen nur vermietet sind (es kann eine Kaufoption nach 10 Jahren vorhanden sein, also frühestens ab 2026), eine der vier erbauenden Wohnbaugesellschaften eingetragen: Österreichisches Siedlungswerk ÖSW, Familienwohnbau, Wien-Süd und die Wohnbauvereinigung für Privatangestellte. Die frühere Eigentümerin, die Lafarge Perlmooser GmbH, hat im Kaufvertrag 2010 sich vorbehalten, dass die Eigentümer die Errichtung und Betreibung jeder wie immer gearteten Anlage zur Erzeugung und/oder Mahlung von Klinker und/oder Zement und/oder Betonzusatzstoffen und/oder sonstiger hydraulischer Bindemittel und/oder Beton zu unterlassen haben. Das ist als Dienstbarkeit im Grundbuch abgesichert.

## Persönlichkeiten
- Hermann Aichinger junior (1917–1965), Architekt
- Emil Artmann (1871–1939), Bauingenieur, Architekt und Hochschullehrer
- Richard Beer-Hofmann (1866–1945), Dichter
- Walter Behrens (1911–1999), Maler
- Christian von Ehrenfels (1859–1932), Philosoph
- Karoline von Fuchs-Mollard (1675–1754), Erzieherin am kaiserlichen Hof in Wien
- Benno Geiger (1882–1965), Kunsthistoriker, Schriftsteller und Übersetzer
- Maria Grengg (1888–1963), Dichterin und Malerin
- Hugo von Hofmannsthal (1874–1929), Dichter
- Paul Katzberger (1921–2014), Architekt und Politiker
- Herbert Koch (1882–1968), Pädiater in Graz
- Heinrich Krause (1885–1983), Maler
- Joseph Adam von Mölk (1718–1794), Fresken- und Tafelmaler
- Rudolf Schmidt (1894–1980), Bildhauer
- Sehfeld, 2. Hälfte des 18. Jh., Alchemist, angeblicher Goldmacher